# Ostřice třeslicovitá
Ostřice třeslicovitá (Carex brizoides, syn. Vignea brizoides), neboli tuřice třeslicovitá, je druh jednoděložné rostliny z čeledi šáchorovité (Cyperaceae).

## Popis
Jedná se o rostlinu dosahující výšky asi 20–70 cm. Je vytrvalá, vytváří dlouhé plazivé oddenky, ze kterých vyrůstají jednotlivé lodyhy, tvoří tak často rozsáhlé porosty, je tedy netrsnatá. Listy jsou střídavé, přisedlé, s listovými pochvami. Lodyha je ostře trojhranná, v době květu výrazně kratší než listy sterilních výhonů, v době plodu chabá a obloukem poléhavá. Čepele listů jsou asi 2–2,5 mm široké, často vytváří listnaté sterilní výhony. Pochvy dolních listů jsou bledě červenohnědé. Ostřice třeslicovitá patří mezi stejnoklasé ostřice, všechny klásky vypadají víceméně stejně a obsahují samčí i samičí květy. V dolní části klásku jsou samčí květy, v horní samičí. Celý lichoklas (klas klásků) je asi 2–3 cm dlouhý a obsahuje cca 5–8 klásků, horní bývají sblížené, dolní zase zakřivené. Osinkatá rozšířená pleva u dolního klásku chybí (na rozdíl od příbuzných druhů ostřice časná a ostřice křivoklasá). Okvětí chybí. V samčích květech jsou zpravidla 3 tyčinky. Čnělky jsou většinou 2. Plodem je mošnička, která je v obrysu kopinatá až úzce kopinatá, delší než plevy, zelená, křídlatá a drsná, asi 3–4 mm dlouhá, na vrcholu plynule zúžená v dosti dlouhý dvouzubý zobánek. Každá mošnička je podepřená plevou, která je za květu bělavá až žlutavá, nikdy tmavě hnědá jako u ostřice časné. Kvete nejčastěji v květnu až v červnu. Počet chromozómů: 2n=58.

## Rozšíření
Ostřice třeslicovitá je rozšířena hlavně v západní a střední Evropě, ve Skandinávii chybí, do Asie její přirozený výskyt nezasahuje.
V ČR na většině území hojný až velmi hojný druh. Je to významná expanzívní rostlina na nekosených vlhkých loukách občas vytváří rozsáhlé porosty, kde snadno dosahuje pokryvnosti až 100%. Podobné porosty také vytváří v některých typech luhů. Při takovéto expanzi jsou většinou omezeny až zcela eliminovány jiné druhy rostlin, proto se nadměrná přítomnost ostřice třeslicovité ve společenstvu většinou považuje za degradaci. V hodně teplých a suchých krajích ČR může být vzácná nebo i chybět, lokálně chybí i jinde. Dnes však projevuje spíše tendenci k šíření, než že by ustupovala a šíří se i v krajích, kde dříve chyběla.

## Příbuzné druhy
V ČR rostou ještě 2 příbuzné druhy. Je to ostřice časná (Carex praecox), která se však od ostřice třeslicovité svým vzhledem dosti liší. Podobnější je ostřice křivoklasá (Carex curvata), některými autory považovaná za poddruh ostřice třeslicovité (Carex brizoides subsp. intermedia). Tento druh někteří botanici v minulosti ( někdy i v současnosti) od obou příbuzných druhů neodlišovali nebo ho odlišovali špatně.

## Kulturní význam
Ostřice byly v lesích sečeny v rámci tzv. přidružené lesní těžby. Po usušení bylo toto "seno" pod názvem "čalounická tráva" používáno jako tradiční vycpávkový materiál k výrobě čalouněného nábytku .

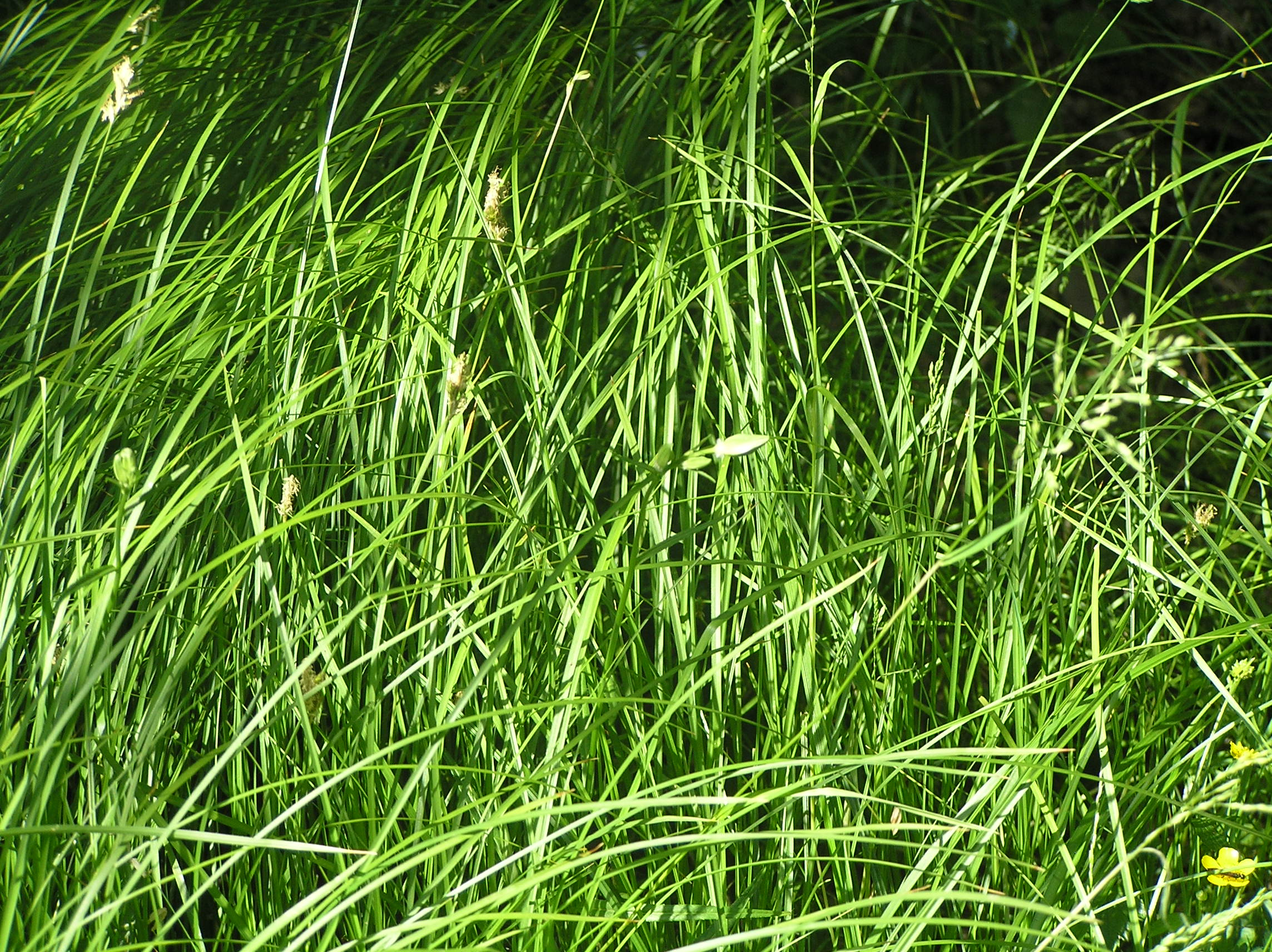
Porost ostřice – Týn nad Bečvou
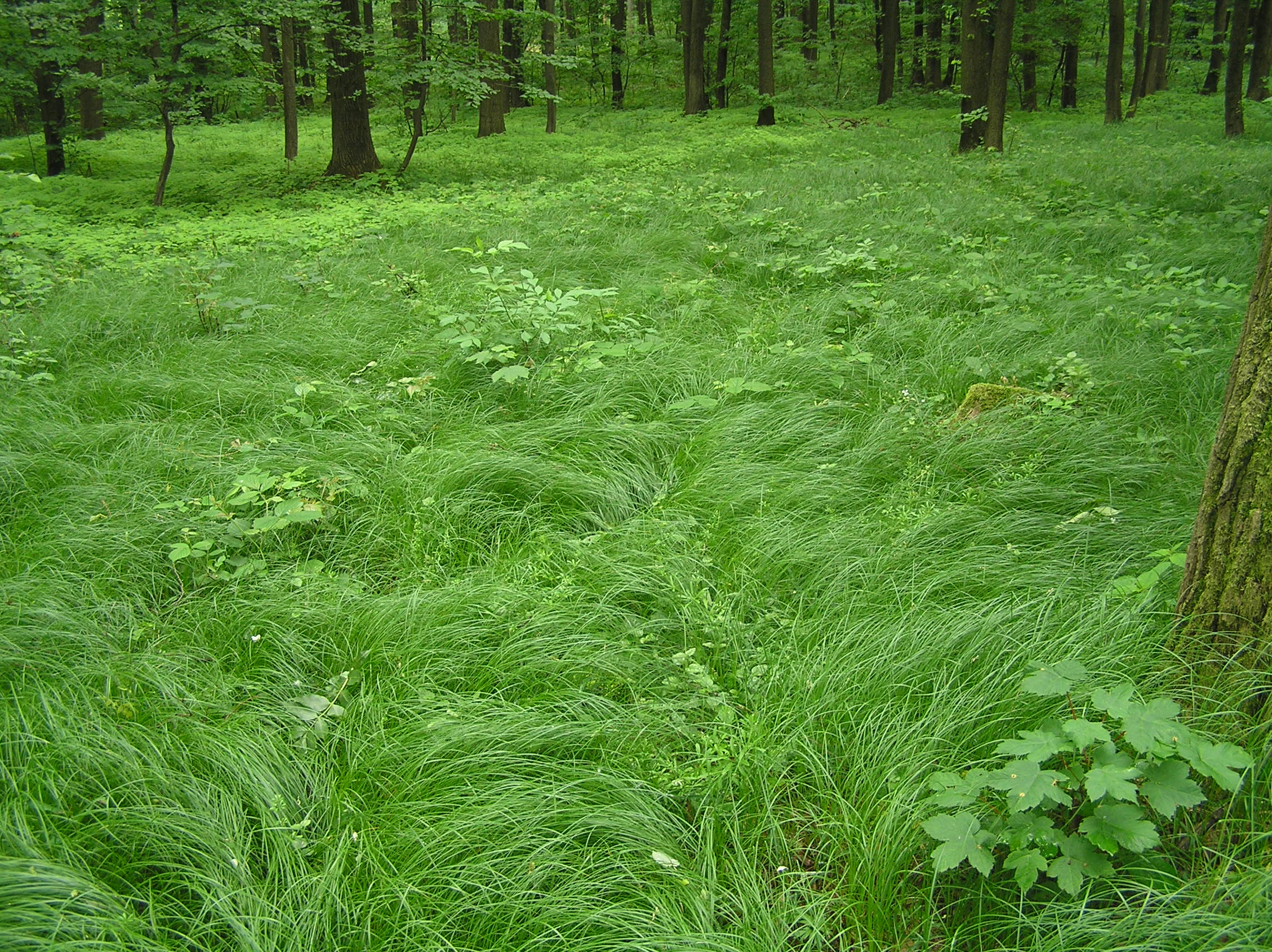
Porost ostřice třeslicovité v lese